# Javier Altamirano
Javier Adolfo Altamirano Altamirano, geboren als Javier Adolfo Urzúa Altamirano, (* 21. August 1999 in Talcahuano) ist ein chilenischer Fußballspieler. Der offensive Mittelfeldspieler ist seit Juli 2023 chilenischer Nationalspieler und wurde auf Vereinsebene 2023 mit dem CD Huachipato chilenischer Meister.

## Karriere

### Verein
Javier Altamirano kam im Alter von zwölf Jahren in die Jugend vom CD Huachipato. Dort debütierte er in der Profimannschaft am letzten Spieltag der Clausura 2017. Schon 2018 erkämpfte er sich einen Stammplatz im Mittelfeld der Aceros und traf im Oktober erstmals für den Klub. Bei der Copa Sudamericana 2020 kam der Offensivakteur erstmals auf internationaler Bühne zum Einsatz, jedoch war nach dem Erfolg gegen Deportivo Pasto in der zweiten Runde Schluss für den chilenischen Klub. Bei der Copa Sudamericana 2021 erzielte Altamirano seinen ersten Treffer, Huachipato zog in der Gruppenphase als Zweiter gegenüber dem argentinischen Klub Rosario Central den Kürzeren. Die Saison 2021 beendete Altamirano mit Huachipato als Vorletzter, kam aufgrund des Lizenzentzugs von Deportes Melipilla aber noch in die Relegation und gewann diese gegen Zweitligist Deportes Copiapó. Danach lief es wieder kontinuierlich besser für Verein bzw. Spieler und Altamirano wechselte im August 2023 zum argentinischen Klub Estudiantes de La Plata. Am Ende der Saison 2023 stand die Meisterschaft für Huachipato, an der Altamirano durch die erste Halbserie mit drei Toren in 18 Spielen auch seinen Anteil hatte. Mit Estudiantes gewann er nur fünf Tage nach der chilenischen Meisterschaft den argentinischen Pokal. Am 17. März 2024 erlitt der offensive Mittelfeldspieler einen Anfall im Spiel gegen die Boca Juniors, dessen Ursache die Ärzte auf eine Thrombose im Gehirn zurückführten.
Im Mai 2024 konnte er mit Estudiantes den Sieg in der Copa de la Liga Profesional feiern. Im Januar 2025 wurde er für ein Jahr an Universidad de Chile verliehen.

### Nationalmannschaft
Javier Altamirano absolvierte im Juli 2023 sein bislang einziges Länderspiel für die Nationalelf. Beim 3:0-Erfolg im Freundschaftsspiel gegen Kuba stand der Mittelfeldspieler in der Startelf.

## Erfolge
Huachipato
- Primera División: 2023

Estudiantes de La Plata
- Copa Argentina: 2023
- Copa de la Liga Profesional: 2024